# Erythrodiplax minuscula
Erythrodiplax minuscula is een libellensoort uit de familie van de korenbouten (Libellulidae), onderorde echte libellen (Anisoptera).
De wetenschappelijke naam Erythrodiplax minuscula is voor het eerst geldig gepubliceerd in 1842 door Rambur.